# 分子臭氧化物

分子臭氧化物的结构通式

分子臭氧化物又称一级臭氧化物，是一种含1,2,3-三氧戊环结构的化合物，它也被认为是一种环状二烷基过三氧化氢。它是在臭氧和烯烃的环加成反应形成的不稳定的中间体，可快速重排生成普通的臭氧化物（具有1,2,4-三氧戊环结构），后者是在还原或氧化裂解形成醇、羰基化合物或其衍生物之前生成的相对稳定的产物。
1,2,3-三氧戊环（CAS：6669-36-9）、4,4,5,5-四甲基-1,2,3-三氧戊环（CAS：14582-05-9，仅在−80 °C存在）等是分子臭氧化物的例子。